# Polyalthia florulenta
Polyalthia florulenta C.Y. Wu ex P.T. Li – gatunek rośliny z rodziny flaszowcowatych (Annonaceae Juss.). Występuje naturalnie w południowo-wschodnich Chinach – w południowej i zachodniej części Junnanu. 

## Morfologia
PokrójZimozielony dorastające do 2 m wysokości. Młode pędy są owłosione.
LiścieMają kształt od lancetowatego do podłużnie lancetowatego. Mierzą 5–15 cm długości oraz 2,5–4 cm szerokości. Są lekko owłosione od spodu. Nasada liścia jest klinowa. Blaszka liściowa jest o wierzchołku od tępego do spiczastego. Ogonek liściowy jest owłosiony i dorasta do 2–4 mm długości.
KwiatySą pojedyncze, rozwijają się naprzeciwlegle do liści. Mierzą 4 mm średnicy. Działki kielicha mają owalny kształt, są owłosione od zewnątrz i dorastają do 2 mm długości. Płatki mają podłużnie lancetowaty kształt i żółtozielonkawą barwę, są mniej lub bardziej skórzaste, owłosione od zewnętrznej strony, osiągają do 2–3 mm długości. Kwiaty mają 7 nagich owocolistków o podłużnym kształcie i długości 1 mm.
OwocePojedyncze mają kulisty kształt, zebrane w owoc zbiorowy. Są owłosione, osadzone na szypułkach. Osiągają 8 mm średnicy. Mają czerwoną barwę.

## Biologia i ekologia
Rośnie w lasach. Występuje na wysokości od 1100 do 1400 m n.p.m. Kwitnie od grudnia do lutego, natomiast owoce pojawiają się od czerwca do sierpnia.